# Захарченко, Михаил Алексеевич
Михаил Александрович Захарченко (1879 ― 1953) ― советский учёный, невропатолог, доктор медицинских наук, профессор, заведующий кафедрой и клиникой нервных болезней Туркестанского университета и Ташкентского медицинского института (с 1930—1939 гг.), заслуженный деятель науки Узбекской ССР (1933).

## Биография
Михаил Александрович Захарченко родился в 1879 году.
Окончил с золотой медалью Екатеринославскую мужскую гимназию. В 1904 году завершил обучение на медицинском факультете Московского государственного университета. Приступил к медицинской практике работая в клинике профессора В. К. Рот, трудился ординатором до 1909 года. С 1909 до 1915 годов работал врачом невропатологом в различных клиниках города Москвы. С 1915 по 1919 годы осуществлял медицинскую деятельность невропатологом в Московском травматологическом институте.
В 1920 году был отправлен работать на медицинский факультет Туркестанского университета, который был вновь организован в Ташкенте в соответствии с декретом В. И. Ленина. В Ташкенте о принял участие и организовал кафедру и клинику нервных болезней, руководителем которых был до 1939 года. В 1930 году и кафедра и клиника вошли в состав Ташкентского медицинского института. С 1939 года осуществлял врачебную практику в Ессентуках, работал консультантом Северо-Кавказской группы курортов. В годы Великой Отечественной войны консультировал по вопросам травм нервной системы в военных госпиталях.
Является автором около 40 научных работ, которые были посвящены проблемам сосудистых заболеваний мозгового ствола, инфекционным заболеваниям и травмам нервной системы. Один из первых врачей, кто сумел проанализировать и описать синдром инфаркта в бассейне задней нижней мозжечковой артерии, сейчас известен как синдром Валленберга-Захарченко (Альтернирующие синдромы). Был руководителем 7 диссертаций, среди них 3 докторские. Пять его учеников имеют ученую степень кандидата медицинских наук без защиты диссертации.
Активный участник медицинского сообщества. Являлся членом-учредителем и первым председателем Ташкентского научного общества врачей, а также председателем Узбекистанского общества невропатологов и психиатров, являлся членом ученого совета Наркомздрава Узбекской ССР.
Умер в 1953 году.

## Научная деятельность
Труды, монографии:
- Захарченко М. А. Сосудистые заболевания мозгового ствола, в. 1, М., 1911;
- Захарченко М. А. Курс нервных болезней, М.—Л., 1930;
- Захарченко М. А. Сосудистые заболевания мозгового ствола, Ташкент, 1930;
- Захарченко М. А. О клинике синдрома закупорки верхней мозжечковой артерии, Сов. здравоохр. Узбекистана, 1938, с. 3.